# Форман, Дионтей
Дионтей Форман (англ. D'Onta Foreman; 24 апреля 1996, Тексас-Сити, Техас) — американский футболист, раннинбек клуба НФЛ «Теннесси Тайтенс». На студенческом уровне выступал за команду Техасского университета. Обладатель Награды Доука Уокера лучшему бегущему студенческого футбола по итогам сезона 2016 года. На драфте НФЛ 2017 года был выбран в третьем раунде.

## Биография
Дионтей Форман родился 24 апреля 1996 года в городе Тексас-Сити. У него есть брат-близнец Арманти. Во время учёбы в старшей школе Форман играл в футбол на позициях раннинбека и ди-энда. За карьеру он набрал 4382 выносных ярда, сделал 61 тачдаун. В выпускной год его включили в состав сборной округа на обеих позициях, по версии газеты Houston Chronicle Форман вошёл в число ста лучших игроков Большого Хьюстона. В рейтинге лучших бегущих страны по версии ESPN он занял 74 место.

### Любительская карьера
После окончания школы Форман поступил в Техасский университет в Остине. В сезоне 2014 года он принял участие в семи матчах в роли запасного раннинбека и игрока специальных команд. В 2015 году он сыграл десять матчей и с 681 ярдом на выносе стал самым результативным раннинбеком «Лонгхорнс». 
Игроком стартового состава команды Форман стал в сезоне 2016 года. В одиннадцати проведённых играх он набрал 2028 ярдов, показав второй результат в истории университета. По среднему количеству выносных ярдов за игру он стал лучшим в поддивизионе FBS I дивизиона NCAA. По итогам турнира Формана включили в состав состав сборной звёзд NCAA по всем основным версиям. Он стал обладателем Награды Доука Уокера лучшему раннинбеку студенческого футбола. В голосовании, определявшем обладателя Трофея Хайсмана, Форман занял восьмое место.
После окончания сезона он объявил о выходе на драфт НФЛ в 2017 году. За карьеру Форман набрал 2782 ярда, на момент ухода из колледжа это был девятый результат в его истории.

#### Статистика выступлений в NCAA
| Сезон | Команда         | Игры | Приём | Приём | Приём | Приём | Вынос | Вынос | Вынос | Вынос |
| Сезон | Команда         | Игры | Rec   | Yds   | Y/A   | TD    | Att   | Yds   | Y/A   | TD    |
| ----- | --------------- | ---- | ----- | ----- | ----- | ----- | ----- | ----- | ----- | ----- |
| 2014  | Техас Лонгхорнс | 7    | 1     | 7     | 7,0   | 0     | 14    | 74    | 5,3   | 0     |
| 2015  | Техас Лонгхорнс | 10   | 5     | 64    | 12,8  | 0     | 94    | 672   | 7,1   | 5     |
| 2016  | Техас Лонгхорнс | 11   | 7     | 75    | 10,7  | 0     | 323   | 2028  | 6,3   | 15    |
| Всего | Всего           | 28   | 13    | 146   | 11,2  | 0     | 431   | 2774  | 6,4   | 20    |

### Профессиональная карьера
В ноябре 2016 года, благодаря успешному третьему сезону в университете, Форман оценивался как один из лучших бегущих, имевших право выйти на драфт. В рейтинге CBS он занимал пятое место, опережая Самаджи Перайна и Ника Чабба. Аналитик ESPN Тодд Макшей ставил его на восемнадцатое место в списке лучших игроков.
Перед драфтом аналитик сайта НФЛ Лэнс Зирлейн сильными сторонами Формана называл выдающийся уровень атлетизма, подвижность, умение уклоняться от захватов, уверенность в борьбе с лайнбекерами и сэйфти благодаря антропометрическим данным, способность выдерживать большие игровые нагрузки. Среди недостатков отмечались прямолинейность его игры, отсутствие резкого стартового рывка, большое количество потерь мяча, слабая игру на блоках и нехватка агрессивности.
На драфте он был выбран «Хьюстоном» в третьем раунде под общим 89 номером. В июне 2017 года Форман подписал с клубом четырёхлетний контракт на сумму 3,3 млн долларов. Его карьера в команде из-за травм сложилась неудачно. В дебютном для себя сезоне он принял участие в десяти играх, в ноябре 2017 года получив разрыв ахиллова сухожилия. Восстановление заняло длительный срок. Почти весь сезон 2018 года Форман находился в списке игроков, неготовых к физическим нагрузкам, сыграв один матч. В одиннадцати проведённых играх он набрал 326 ярдов с двумя тачдаунами. В августе 2019 года «Тексанс» выставили его на драфт отказов.
С драфта отказов Форман был подобран «Индианаполисом». За команду он провёл только семь розыгрышей в предсезонной игре, получив разрыв бицепса. Весь сезон 2019 года он провёл в списке травмированных. В сентябре 2020 года Форман стал игроком тренировочного состава «Теннесси Тайтенс». В регулярном чемпионате он сыграл за команду в шести матчах, набрав выносом 95 ярдов. После завершения сезона он получил статус свободного агента.
Весной 2021 года Форман находился на просмотре в клубе «Сиэтл Сихокс». В августе он подписал контракт с «Атлантой», главным тренером которой был назначен Артур Смит, знакомый с игроком по совместной работе в «Теннесси». Из «Фэлконс» его отчислили в начале сентября, перед стартом регулярного чемпионата. В ноябре 2021 года Форман вернулся в «Теннесси Тайтенс», которым требовалась замена для получившего травму Деррика Хенри. Он успешно вписался в выносное нападение команды. В игре семнадцатой недели, после которой «Тайтенс» обеспечили себе первое место в Южном дивизионе АФК, он набрал рекордные для себя 132 ярда.

#### Статистика выступлений в НФЛ

##### Регулярный чемпионат
| Сезон | Команда          | Игры | Приём | Приём | Приём | Приём | Вынос | Вынос | Вынос | Вынос |
| Сезон | Команда          | Игры | Rec   | Yds   | Y/A   | TD    | Att   | Yds   | Y/A   | TD    |
| ----- | ---------------- | ---- | ----- | ----- | ----- | ----- | ----- | ----- | ----- | ----- |
| 2017  | Хьюстон Тексанс  | 10   | 6     | 83    | 13,8  | 0     | 78    | 327   | 4,2   | 2     |
| 2018  | Хьюстон Тексанс  | 1    | 2     | 28    | 14,0  | 1     | 7     | -1    | -0,1  | 0     |
| 2020  | Теннесси Тайтенс | 6    | 1     | 5     | 5,0   | 1     | 22    | 95    | 4,3   | 0     |
| 2021  | Теннесси Тайтенс | 8    | 8     | 108   | 13,5  | 0     | 112   | 497   | 4,4   | 3     |
| Всего | Всего            | 25   | 17    | 224   | 13,2  | 2     | 219   | 918   | 4,2   | 5     |

* На 8 января 2022 года

##### Плей-офф
| Сезон | Команда         | Игры | Приём | Приём | Приём | Приём | Вынос | Вынос | Вынос | Вынос |
| Сезон | Команда         | Игры | Rec   | Yds   | Y/A   | TD    | Att   | Yds   | Y/A   | TD    |
| ----- | --------------- | ---- | ----- | ----- | ----- | ----- | ----- | ----- | ----- | ----- |
| 2018  | Хьюстон Тексанс | 1    | 0     | 0     | 0,0   | 0     | 1     | 3     | 3,0   | 0     |
| Всего | Всего           | 1    | 0     | 0     | 0,0   | 0     | 1     | 3     | 3,0   | 0     |